# 亀岡テレビ中継局
亀岡テレビ中継局（かめおかテレビちゅうけいきょく）は、京都府亀岡市保津町にあるテレビ中継局である。

## 概要
亀岡盆地に囲まれている亀岡市内の大半の地域では比叡山や生駒山からの電波が受信困難なために当中継局が設置されている。
亀岡市、南丹市の一部をカバーエリアとしている。

## 地上デジタルテレビジョン放送送信設備
| リモコン キーID | 放送局名           | 物理 チャンネル | 空中線電力 | ERP | 放送対象 地域 | 放送区域 内世帯数 |
| --------------- | ------------------ | --------------- | ---------- | --- | ------------- | ----------------- |
| 1               | NHK 京都総合       | 25              | 3W         | -W  | 京都府        | 約2万8千世帯      |
| 2               | NHK 大阪教育       | 13              | 3W         | -W  | 全国          | 約2万8千世帯      |
| 4               | MBS 毎日放送       | 16              | 3W         | -W  | 近畿広域圏    | 約2万8千世帯      |
| 5               | KBS 京都放送       | 23              | 3W         | -W  | 京都府        | 約2万8千世帯      |
| 6               | ABC 朝日放送テレビ | 15              | 3W         | -W  | 近畿広域圏    | 約2万8千世帯      |
| 8               | KTV 関西テレビ放送 | 17              | 3W         | -W  | 近畿広域圏    | 約2万8千世帯      |
| 10              | ytv 讀賣テレビ放送 | 14              | 3W         | -W  | 近畿広域圏    | 約2万8千世帯      |

## 地上アナログテレビジョン放送送信設備
| チャンネル | 放送局名           | 空中線電力        | ERP           | 放送対象 地域 | 放送区域 内世帯数 |
| ---------- | ------------------ | ----------------- | ------------- | ------------- | ----------------- |
| 33         | MBS 毎日放送       | 映像30W/ 音声7.5W | 映像-W 音声-W | 近畿広域圏    | 約-世帯           |
| 35         | ABC 朝日放送テレビ | 映像30W/ 音声7.5W | 映像-W 音声-W | 近畿広域圏    | 約-世帯           |
| 37         | KTV 関西テレビ放送 | 映像30W/ 音声7.5W | 映像-W 音声-W | 近畿広域圏    | 約-世帯           |
| 39         | ytv 讀賣テレビ放送 | 映像30W/ 音声7.5W | 映像-W 音声-W | 近畿広域圏    | 約-世帯           |
| 41         | KBS 京都放送       | 映像30W/ 音声7.5W | 映像-W 音声-W | 京都府        | 約-世帯           |
| 43         | NHK 京都総合       | 映像30W/ 音声7.5W | 映像-W 音声-W | 京都府        | 約-世帯           |
| 45         | NHK 大阪教育       | 映像30W/ 音声7.5W | 映像-W 音声-W | 全国          | 約-世帯           |

全局2011年7月24日をもって廃局。
京都府内の他の送信所でも言えることだがNHK京都総合はNHK大阪総合親局と同じ2chにプリセットされる世帯や宿泊施設が多い。ほとんどの世帯や宿泊施設ではKBS京都は3chか5chに、広域放送は中継局受信であってもMBSは4ch、ABCは6ch、KTVは8ch、ytvは10ch、NHK大阪教育は12chといった親局のチャンネルポジションに設定されていた。

## 備考
- FM放送に関しては小塩山の親局エリア内となっている。

## 京都府内の送信所・中継局
- 比叡山：テレビ親局
- 小塩山：FM親局
- KBS久御山ラジオ送信所
- 在阪民放ラジオ局京都中継局
- 京都山科テレビ中継局
- 八幡テレビ中継局
- 大岩山
- 福知山中継局
- 舞鶴中継局
- 宮津中継局
- 京丹後市内テレビ・FM中継局